# キャスリン・コールマン
キャスリン・コールマン（Catherine Grace "Cady" Coleman、1960年12月14日-）は、アメリカ合衆国の化学者、アメリカ空軍の軍人、アメリカ航空宇宙局の宇宙飛行士である。これまで2度スペースシャトルに搭乗し、2011年5月23日から159日間、第27次長期滞在の一員として国際宇宙ステーション(ISS)に滞在した。

## 教育
コールマンは、1960年にサウスカロライナ州チャールストンで生まれ、1978年にバージニア州フェアファックスのウィルバート・タッカー・ウッドソン高校を卒業し、1978年から1979年まで、AFSの交換留学でノルウェーの高校に通った。1983年にマサチューセッツ工科大学で化学の学位を取得し、1991年にアメリカ空軍の予備役将校訓練課程に通いながらマサチューセッツ大学アマースト校で高分子科学の博士号を取得した。大学対抗競技会のボート競技の選手としても活躍した。

## 軍でのキャリア
大学を卒業すると、彼女は博士課程の研究を続けながら少尉としてアメリカ空軍に入隊し、1991年に高分子科学の博士号を取得した。その後、1988年からはライト・パターソン空軍基地で化学者として働いた。彼女は2009年11月に空軍を退職した。

## NASAでのキャリア

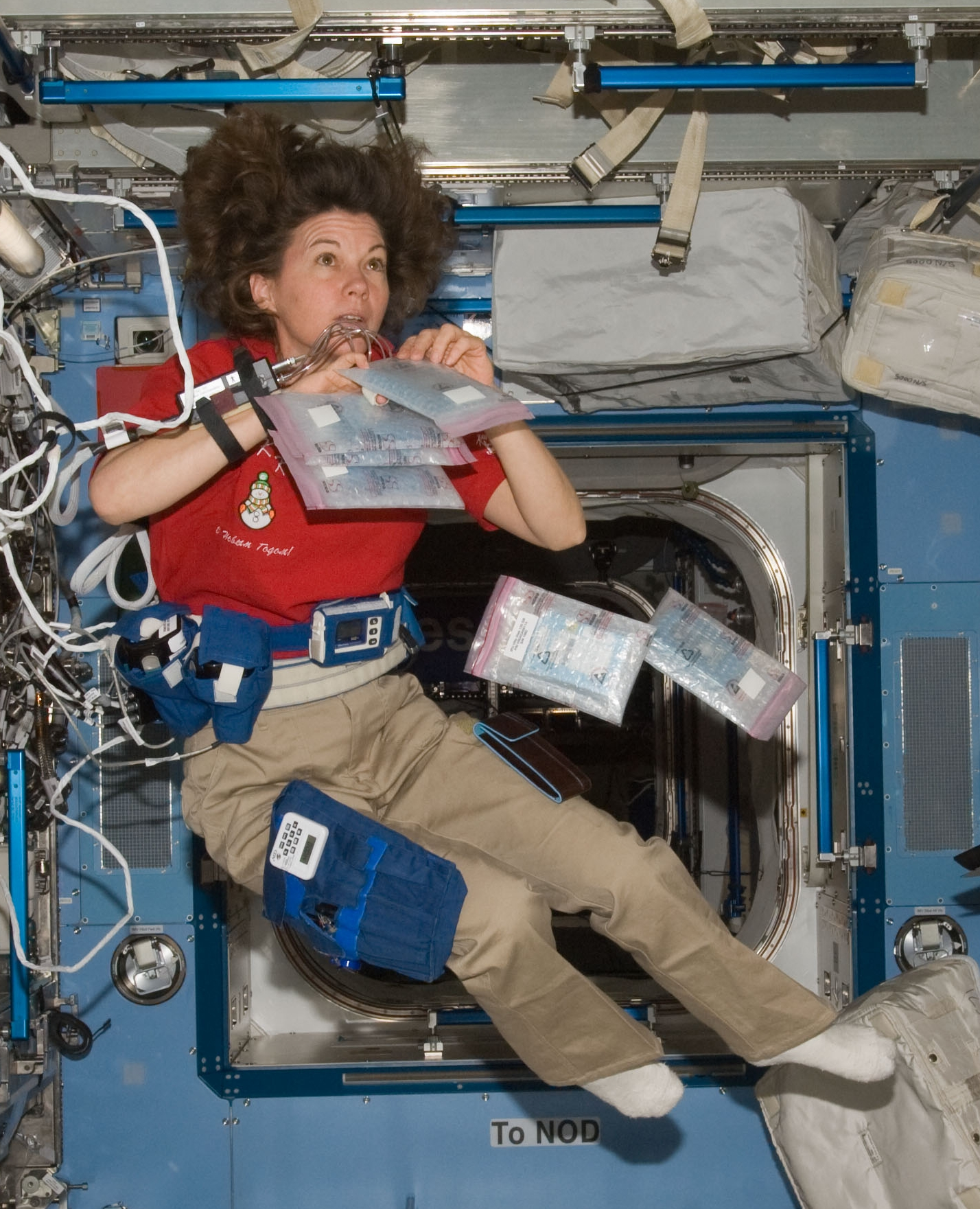
2011年、ISS滞在中のコールマン

コールマンは1992年にNASAの職員となった。1995年、彼女はSTS-73の乗組員となり、生物工学、燃焼科学、物理学、流体力学等の実験を行った。飛行中、彼女はヒューストンのコントロールセンターに対し、未確認飛行物体を目撃したことを報告した。彼女はSTS-83でも、ドナルド・トーマスのバックアップとして訓練を行ったが、トーマスの回復が間に合い、搭乗することはなかった。1999年、彼女はSTS-93で2度目の宇宙飛行を行った。彼女はミッションスペシャリストとして、チャンドラと慣性上段ロケットをカーゴから出して展開する役割を担った。

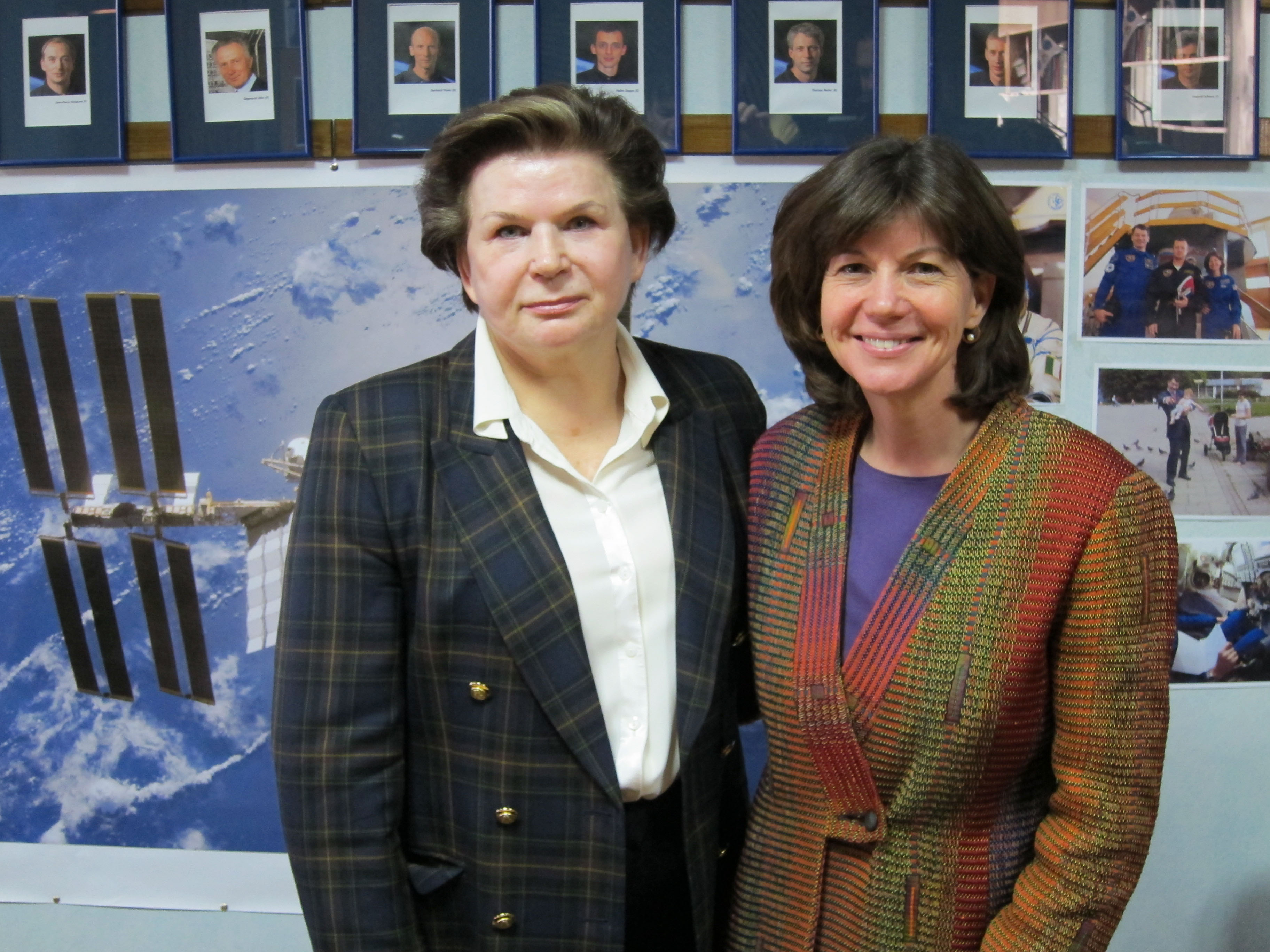
2010年12月、ガガーリン宇宙飛行士訓練センターでワレンチナ・テレシコワと

コールマンは、NASAの宇宙飛行士室では、ロボットアームの操作やスペースシャトル、ISSの訓練等を含むロボティックス部門の責任者であった。2004年10月、コールマンはNEEMO 7の参加者に選ばれ、11日間を海底実験室で過ごした。
コールマンはISSへの第19、20、21次長期滞在でバックアップのメンバーに選ばれ、さらに第26次長期滞在の訓練の一環として、第24、25次長期滞在でもバックアップのメンバーとして訓練に参加した。
コールマンは、2010年12月15日にソユーズTMA-20に乗って地球を離れ、第26次長期滞在のメンバーとしてISSに滞在した。

### 宇宙飛行
1995年10月20日から11月5日まで行われたSTS-73は、アメリカ合衆国にとって2度目の微小重力研究のミッションだった。このミッションでは、スペースラブモジュールで、材料科学、生物工学、燃焼科学、物理学、流体力学等の多くの科学実験が行われた。コールマンは最初の宇宙飛行で、15日と21時間52分21秒の間に地球を256周し、600万マイル以上を移動した。
1999年7月22日から7月27日まで行われたSTS-93は、5日間のミッションであり、コールマンはミッションスペシャリストとしてチャンドラの展開を行った。この望遠鏡によって、恒星、クエーサー、ブラックホールの爆発等の現象を観測することが可能となった。118時間50分のミッションであった。
2010年12月15日から2011年5月23日まで行われたソユーズTMA-20とそれに続く第26次及び第27次長期滞在では、ISSに長期滞在した。

## 私生活
コールマンは、マサチューセッツ州在住のガラス芸術家ジョシュ・シンプソンと結婚した。息子が1人いる。同じく宇宙飛行士のスティーブ・ロビンソン、クリス・ハドフィールド、またドン・ペティットの妻のミッキ・ペティットとともにBandellaというバンドのメンバーである。コールマンはフルート担当で、ISSにもいくつかの有名な奏者のフルートを持ち込んだ。2011年2月15日、彼女は軌道上から、ナショナル・パブリック・ラジオでライブを行った。2011年4月12日、彼女はユーリ・ガガーリンの飛行50年を記念したジェスロ・タルの公演にビデオリンクで生出演し、地上で演奏するイアン・アンダーソンとデュエットを行った。この年の5月13日には、マサチューセッツ大学アマースト校のためにテープで録音してスピーチを行った。
他の多くの宇宙飛行士と同様に、コールマンもアマチュア無線の免許を持っている（コールサインは、KC5ZTH）。